# Saab 340
Saab 340 er et tomotoret turbopropfly der blev udviklet og produceret af den svenske koncern Saab og amerikanske Fairchild. Flyet blev introduceret i 1983 og produktionen stoppede i 1999. Der blev i alt produceret 459 eksemplarer af typen i syv forskellige versioner. Flyet kan have op til 37 passagersæder (normalt 33-35) og betjenes af 2 piloter.
I december 2011 var langt over 300 eksemplarer af Saab 340 stadigvæk i drift hos flyselskaber i det meste af verden.